# Base Station Subsystem
Das Base Station Subsystem (BSS; deutsch: Basisstationsteilsystem) bezeichnet den ortsfesten funkbezogenen Teil eines GSM-Mobilfunknetzes.

## Aufbau
Das BSS besteht aus einer oder mehreren BTS (Base Transceiver Station), mindestens einem BSC (Base Station Controller), außerdem aus mehreren TRAUs (Transcoder and Rate Adaptation Unit) und, falls GPRS unterstützt wird, aus mehreren PCUs (Packet Control Unit).

## Funktionsweise
Das BSS ist zuständig für die Belegung, Freigabe, Verwaltung und den Betrieb der Funkschnittstelle um den Endgeräten die Übertragung von Sprache und Daten zu ermöglichen.
Die Netzelemente im BSS organisieren dabei den Datenaustausch zwischen der Mobilstation und dem Network Switching Subsystem (NSS), dem vermittlungstechnischen Teil des GSM-Netzes.
Die Aufgabe der BTS ist dabei die Übertragung vom und zum Endgerät und die Weiterleitung der Signale zum BSC, außerdem die Überwachung der Übertragungskanäle. Das BSC steuert die angeschlossenen BTSen, verwaltet die Funkressourcen und startet Handovervorgänge. TRAU und PCU sorgen für die Umcodierung der Datenströme zwischen Endgerät und MSC oder SGSN.